# Cleveland County (North Carolina)
Cleveland County ist ein County im US-Bundesstaat North Carolina der Vereinigten Staaten. Der Verwaltungssitz (County Seat) ist Shelby, das nach Colonel Isaac Shelby, einem Offizier im Amerikanischen Unabhängigkeitskrieg, benannt wurde.

## Geographie
Das County liegt im mittleren Westen von North Carolina, grenzt im Süden an South Carolina und hat eine Fläche von 1214 Quadratkilometern, wovon 10 Quadratkilometer Wasserfläche sind. Es grenzt im Uhrzeigersinn an folgende Countys: Burke County, Lincoln County, Gaston County und Rutherford County.
Cleveland County ist in elf durchnummerierten Townships aufgeteilt: 1 (River), 2 (Boiling Springs), 3 (Rippy), 4 (Kings Mountain), 5 (Warlick), 6 (Shelby), 7 (Sandy Run), 8 (Polkville), 9 (Double Shoals), 10 (Knob Creek) und 11 (Casar).

## Geschichte
Das Cleveland County wurde am 11. Januar 1841 aus Teilen des Lincoln County gebildet. Benannt wurde es nach Benjamin Cleveland, einem Colonel im Amerikanischen Unabhängigkeitskrieg und Helden bei der Schlacht von Kings Mountain. Die Schreibweise wurde im Jahr 1887 während der Präsidentschaft von Grover Cleveland von Cleaveland auf die üblichere, heutige  Form geändert.

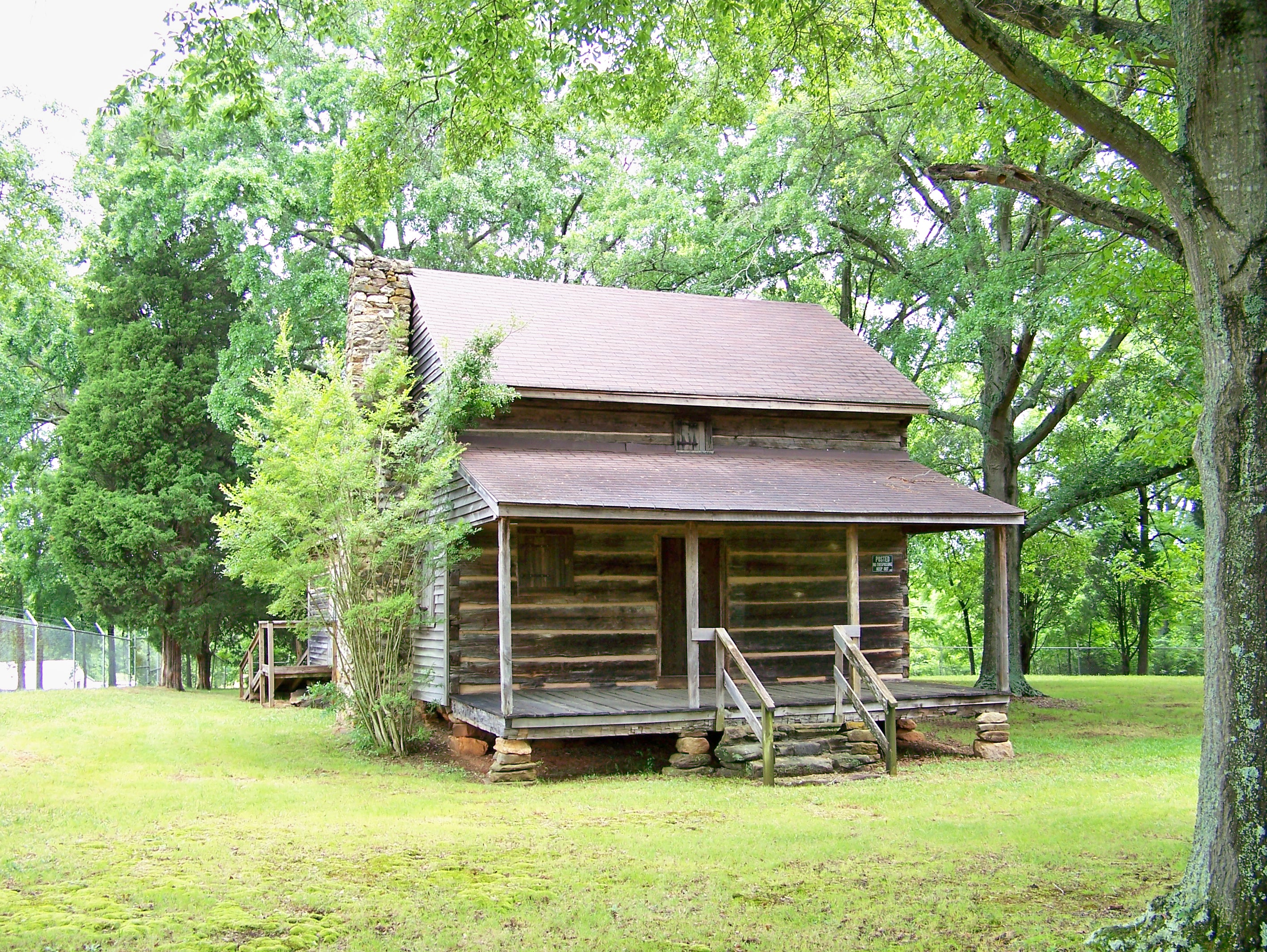
Das Irvin-Hamrick Log House (2013) ist einer von 23 Einträgen des Countys im National Register of Historic Places.

23 Bauwerke und Stätten des Countys sind insgesamt im National Register of Historic Places eingetragen (Stand 24. Februar 2018).

## Demografische Daten
Nach der Volkszählung im Jahr 2000 lebten im Cleveland County 96.287 Menschen in 37.046 Haushalten und 27.006 Familien. Die Bevölkerungsdichte betrug 80 Einwohner pro Quadratkilometer. Ethnisch betrachtet setzte sich die Bevölkerung zusammen aus 76,81 Prozent Weißen, 20,93 Prozent Afroamerikanern, 0,15 Prozent amerikanischen Ureinwohnern, 0,69 Prozent Asiaten, 0,01 Prozent Bewohnern aus dem pazifischen Inselraum und 0,68 Prozent aus anderen ethnischen Gruppen; 0,72 Prozent stammten von zwei oder mehr Ethnien ab. 1,49 Prozent der Bevölkerung waren spanischer oder lateinamerikanischer Abstammung.
Von den 37.046 Haushalten hatten 32,2 Prozent Kinder unter 18 Jahren, die bei ihnen lebten. 55,0 Prozent davon waren verheiratete, zusammenlebende Paare, 13,7 Prozent waren allein erziehende Mütter und 27,1 Prozent waren keine Familien. 23,6 Prozent waren Singlehaushalte und in 9,6 Prozent lebten Menschen mit 65 Jahren oder älter. Die Durchschnittshaushaltsgröße betrug 2,53 und die durchschnittliche Familiengröße war 2,98 Personen.
25,2 Prozent der Bevölkerung waren unter 18 Jahre alt. 8,8 Prozent zwischen 18 und 24 Jahre, 28,8 Prozent zwischen 25 und 44 Jahre, 23,7 Prozent zwischen 45 und 64, und 13,5 Prozent waren 65 Jahre alt oder Älter. Das Durchschnittsalter betrug 36 Jahre. Auf alle weibliche Personen kamen 92,6 männliche Personen. Auf alle Frauen im Alter von 18 Jahren oder darüber kamen 88,6 Männer.
Das jährliche Durchschnittseinkommen eines Haushalts betrug 35.283 $ und das jährliche Durchschnittseinkommen einer Familie betrug 41.733 $. Männer hatten ein durchschnittliches Einkommen von 30.882 $ gegenüber den Frauen mit 21.995 $. Das Prokopfeinkommen betrug 17.395 $. 13,3 Prozent der Bevölkerung und 10,1 Prozent der Familien lebten unterhalb der Armutsgrenze. 17,9 Prozent von ihnen sind Kinder und Jugendliche unter 18 Jahre und 14,0 Prozent sind 65 Jahre oder älter.